# Prophecy of Doom
Prophecy of Doom war eine englische Deathgrind-Band aus Tewkesbury.

## Bandgeschichte
Die Gruppe wurde im Sommer 1988 von David „Shrew“ Schroder (Gesang), Martin Holt (Bass), Jarrod „Jazz“ Rhone (Schlagzeug) und einem Gitarristen namens Matthew gegründet. Nach einigen wenigen Auftritten nahm Prophecy of Doom im Oktober 1988 in den Birdsong Studios in Worcester das erste Demo Insanity Reigns Supreme auf. Sänger Schroder legte viel Wert auf seine Liedtexte, in denen er Themen aus Philosophie und Psychologie verarbeitete. Sie galten als die ungewöhnlichsten Texte der britischen Hardcore-Punk- und Grindcore-Szene dieser Zeit. Nach der Demoaufnahme verließen Schlagzeuger Rhone und Gitarrist Matthew die Band. Mit dem neuen Schlagzeuger Dean Uzzell und einem Gitarristen namens William wurden 1989 die zwei Lieder der Single Calculated Mind Rape aufgenommen und bei dem DIY-Label Prophecy Records veröffentlicht. Kurz darauf nahm Peaceville Records die Gruppe bei seinem Sublabel Deaf Records unter Vertrag. William verließ die Band wieder und wurde durch die Gitarristen Tom Csuka und Steve „Shrub“ Laver ersetzt. In dieser Besetzung fand am 28. Januar 1990 die erste Radioaufnahme für die Peel Sessions der BBC statt. Das Debütalbum Acknowledge the Confusion Master erschien im selben Jahr. Es folgten zahlreiche Liveauftritte, u. a. als Vorgruppe der Cro-Mags, Prophecy of Doom war auf dem Metal-Hammer-Video Hard'n'Heavy zu sehen. Es erschien die Live-EP Until the Again und die Band spielte im April 1991 die zweite Peel-Session.
Kurz darauf erlitt Schlagzeuger Dean Uzzell auf der Fahrt zu einem Konzert einen Nervenzusammenbruch und musste sich wegen eines Burnout-Syndroms in Behandlung begeben. Für ihn kam Gründungsmitglied Jarrod Rhone zurück zur Band und die Arbeiten am zweiten Studioalbum wurden aufgenommen. Während der Proben zu den neuen Liedern begannen einige Bandmitglieder, Drogen zu nehmen. Die Zusammenarbeit innerhalb der Gruppe wurde dadurch erschwert, die fertigen Lieder wurden bei jeder Probe mehrfach umarrangiert und aufgrund des Rauschzustandes einiger Gruppenmitglieder war eine Verständigung nahezu unmöglich. Matrix erschien 1992 bei Metalcore Records. Kurz darauf brach das Line-up der Band zusammen, Gitarrist Tom Csuka zog zu seiner Freundin nach Wales, der zweite Gitarrist Steve Laver wurde von Bassist Martin Holt und Schlagzeuger Jarrod Rhone gefeuert und durch Mike Johnson ersetzt. Wenig später verließ auch Rhone die Band und wurde für eine dritte Peel-Session durch Steve Jay ersetzt. Diese erwies sich als Fiasko, weil Gitarrist Johnson so stark unter Drogeneinfluss stand, dass er nicht spielen konnte. Daraufhin löste sich die Band 1993 auf.
Mitte der 1990er versuchten Sänger David Schroder und Gitarrist Steve Laver ein Comeback. Mit Bassist Jim Whiteley (ex-Napalm Death, ex-Ripcord) und Schlagzeuger Mark Hall absolvierte Prophecy of Doom einige Liveauftritte und nahm das Demo Ego Death Grind auf. Nachdem Sänger Schroder 1996 bei einem Motorradunfall schwer verletzt wurde, löste sich die Band endgültig auf. Sänger Schroder und Gitarrist Laver gründeten später Alehammer, Dean Uzzell beging 2002 Selbstmord. Das italienische Label Agipunk veröffentlichte 2007 das 1996er Demo als Single unter dem Titel Tri-Battle Thought-Form Engagement.

## Diskografie
- 1988: Insanity Reigns Supreme (Demo)
- 1989: Calculated Mind Rape (Single, Prophecy Records)
- 1990: The Peel Sessions (EP, Strange Fruit Records)
- 1990: Acknowledge the Confusion Master (Deaf Records/Peaceville Records)
- 1990: Until the Again (Live-EP, After World)
- 1991: Second Peel Session (Demo)
- 1992: Matrix (Metalcore)
- 1996: Ego Death Grind (Demo)